# Grand Theft Auto: Vice City Stories
Grand Theft Auto: Vice City Stories é um jogo eletrônico de ação-aventura de 2006 desenvolvido pela Rockstar Leeds em parceria com a Rockstar North, e publicado pela Rockstar Games. A décima entrada da série Grand Theft Auto, foi inicialmente lançado como um título exclusivo para o PlayStation Portable em outubro de 2006. Um porte para PlayStation 2 foi lançado em março de 2007. Ambientado na fictícia Vice City (baseada em Miami) em 1984, o jogo é uma prequela de Grand Theft Auto: Vice City de 2002 (ambientado em 1986) e acompanha as façanhas do ex-soldado Victor "Vic" Vance, um personagem secundário originalmente apresentado no referido jogo. A história gira em torno das tentativas de Vic de construir um império criminoso ao lado de seu irmão Lance. Com a intenção inicial de arrecadar dinheiro para os medicamentos de seu irmão doente, Pete, Vic entra em conflito com gangues rivais, traficantes e outros inimigos.
Além dos elementos de jogabilidade tradicionais e missões secundárias da série, o jogo apresenta um sistema único de construção de império, no qual os jogadores devem expandir seu sindicato criminoso do zero, assumindo negócios de organizações rivais e completando missões específicas para cada uma delas para aumentar sua renda e desbloquear recompensas adicionais. Assim como seu antecessor, Grand Theft Auto: Liberty City Stories (2005), a versão PSP do jogo inclui um modo multijogador por meio de uma rede ad hoc sem fio, que permite que até seis jogadores participem de vários modos de jogo diferentes. Em 2013, um porte para PlayStation 3 foi adicionado à PlayStation Network, mas foi removido da plataforma alguns anos depois por questões envolvendo direitos autorais.
Vice City Stories recebeu avaliações geralmente positivas da crítica especializada e vendeu mais de 4.5 milhões de cópias até março de 2008, tornando-se o quarto jogo de PSP mais vendido de todos os tempos. Foi o último lançamento da série para a sexta geração de consoles, sendo seguido por Grand Theft Auto IV em abril de 2008.

## Sinopse

### Ambientação
Ambientado em 1984, em Vice City (um redesenho das cidades de Miami e Miami Beach), uma cidade de estilo tropical, com praias exuberantes, construções em art déco, hotéis à beira-mar e luzes de neon, além da presença de grandes comunidades latinas. A princípio, o jogador tem toda a área da primeira ilha (baseada no continente de Miami) para explorar, embora o acesso a segunda ilha via pontes seja bloqueado pelas autoridades locais devido a uma ameaça de furacão (assim como ocorre na Flórida da vida real). Após algumas missões, a cidade sai da zona de ameaça e as pontes são reabertas, permitindo o jogador viajar e explorar a segunda ilha de Vice Beach (baseada em Miami Beach). O jogador também tem acesso a algumas ilhas menores entres as ilhas principais (assim como as ilhas encontradas na Baía de Biscayne).
Vice City Stories se passa no contexto da guerra pelo controle do narcotráfico, principalmente da cocaína proveniente da Colômbia e Bolívia, que invadia continuamente a região sul dos Estados Unidos. Ao mesmo tempo, o auge da Era Reagan era marcado pela extravagância e consumismo, fomentando o estilo de vida pujante na cidade, cheia de mansões, lanchas e carros esportivos. A ambientação da cidade e a trilha sonora distinta das rádios reflete o caráter da época, especialmente do início da década de 1980, com músicas de diversos artistas famosos.
Vice City Stories faz parte do cânone "Universo 3D" da série Grand Theft Auto. Ambientado dois anos antes dos eventos de Grand Theft Auto: Vice City, o cenário do jogo apresenta diversas áreas diferentes da versão de 1986 da cidade de Vice City, incluindo locais em construção ou cujo terreno abrigava algo diferente. Um exemplo disso é o local de um showroom de automóveis concluído em 1986 e ainda em construção em 1984, enquanto a mesma empresa está localizada em um prédio menor.
O jogo também conta com a participação de diversos atores em papéis de dublagem, como Luis Guzmán, Philip Michael Thomas e Danny Trejo; além do cantor Phil Collins.

### Influências
Assim como o jogo original Grand Theft Auto: Vice City, a aparência e a sensação de Grand Theft Auto: Vice City Stories são fortemente influenciadas pela série de televisão Miami Vice. Referências mais específicas incluem o personagem Bryan Forbes, que é um agente disfarçado que se veste com um terno branco, mocassins e uma camiseta rosa pastel, imitando um dos looks icônicos de Sonny Crockett (Don Johnson), um dos personagens principais do programa. Philip Michael Thomas, que interpretou Ricardo Tubbs, o parceiro de Crockett e outro personagem principal em Miami Vice, também retorna para dar voz a Lance Vance no jogo.
Assim como em Grand Theft Auto: Vice City, a trilha sonora de Vice City Stories inclui várias músicas que apareceram em Miami Vice, incluindo "In the Air Tonight" de Phil Collins. A música em particular teve uma associação muito forte com o show após sua aparição icônica no episódio piloto "Brother's Keeper". Collins também aparece em Vice City Stories como ele mesmo, "executando" uma versão ao vivo de "In the Air Tonight" (na verdade, tirada de seu vídeo No Ticket Required) durante a missão de mesmo nome. Isso é paralelo a como Collins também apareceu em um papel de ator em Miami Vice, interpretando um vigarista no episódio "Phil the Shill".

### Enredo
Victor "Vic" Vance é um cabo do Exército Americano destacado para Fort Baxter em Vice City; ao chegar, é colocado sob o comando de Jerry Martinez, um sargento egocêntrico e articulador com bastante influência na base militar. Ao ser perguntado por Jerry sobre o porquê de entrar no exército, Victor diz que seu objetivo é dar um futuro melhor a sua família humilde: Sua mãe, Janet, é uma dependente química que acabou de entrar na reabilitação, enquanto ele e os dois irmãos, Pete e Lance, foram criados pela tia; Pete tem problemas crônicos de saúde, e precisa de dinheiro para pagar o tratamento. Jerry propõe que Victor faça uns serviços para ele em troca de um pagamento extra, o que ele relutantemente aceita. Entre os trabalhos, estão pegar um pacote de maconha com um fornecedor, e ajudar um amigo de Jerry, Phil Cassidy, ex-combatente da Guerra do Vietnã, que lhe pede ajuda para expulsar uma gangue latina conhecida como Los Cholos. A situação desmorona quando os superiores descobrem sobre a má conduta de Vic; ao levar toda a culpa por Jerry, Victor acaba exonerado e expulso do quartel.
Sem ter para onde ir, Phil lhe oferece seu antigo apartamento e mais alguns trabalhos. Mais tarde, ele conhece Marty Jay Williams, cunhado de Phil; Marty é o líder de uma pequena quadrilha de rednecks envolvida com agiotagem e extorsão de lojistas em Little Havana, além de prostituição. Marty, por conta do alcoolismo, frequentemente abusa de sua esposa, Louise Cassidy-Williams, que tem uma filha chamada Mary-Beth. Louise se envolve cada vez mais de Victor, o que enfurece Marty; após espanca-la e obriga-la a se prostituir, Vic assassina Marty e salva Louise. Com a brecha de poder, Louise propõe que Victor assuma os negócios de Marty; ao eliminar o restante da gangue, incluindo o primo de Marty, Vic torna-se chefe de uma nova quadrilha, chamada de Vance Crime Family.
Logo depois, o irmão de Vic, Lance Vance, chega de surpresa no aeroporto; apesar de enxergar seu irmão como um desajustado incapaz, Victor resolve lhe dar uma chance. Após quase serem mortos num ataque pelos Cholos, Vic recebe uma mensagem de Umberto Robina, líder da gangue cubana Los Cabrones e ex-subordinado de Marty, que lhe oferece uma parceria. Vic realiza vários trabalhos para Umberto; ao final, a gangue destrói o armazém e sede dos Cholos, eliminando de vez a influência da gangue. Enquanto isso, Lance se afilia a um traficante local chamado Bryan Forbes, para o desgosto de Victor, que se nega a trabalhar com drogas, mas é persuadido por Lance de que Pete precisa de ajuda para o tratamento. Ao descobrir que Forbes na verdade é um agente infiltrado da DEA (Agência de Controle de Narcóticos), Lance confronta-o; Forbes tenta fugir com o dinheiro dos irmãos, mas é capturado e mantido em cativeiro num prédio abandonado em Little Haiti. Os irmãos Vance obrigam-no a expor sobre todas as futuras negociações de drogas na cidade, onde escapam de várias armadilhas; Forbes tenta fugir, mas é morto. Simultaneamente, Janet deixa a reabilitação após se livrar do vício em cocaína e passa a morar no apartamento de Lance.
Lance informa sobre um grande carregamento de drogas envolvendo Martinez, o que poderia lhes render um bom dinheiro para saírem de vez do tráfico; Victor aceita a oportunidade, não somente pelo dinheiro, mas para se vingar de Jerry. Após roubarem a carga e levarem-na para Vice Beach, a dupla é informada por Martinez que as drogas pertenciam os poderosos Irmãos Mendez, e que agora delatará todos para obter proteção das autoridades; para piorar, Janet tem uma recaída e foge levando toda a mercadoria consigo, antes que pudessem entrega-la ao comprador. Ao serem interrogados pelos irmãos Diego e Armando Mendez, Lance cria uma desculpa: Diz que Martinez enganou a todos pois era um agente infiltrado da DEA; ao exigirem provas, os Vance conseguem fabricar uma evidência usando os documentos de Forbes e uma foto de Martinez, consolidando uma aliança entre as duplas. Victor conhece Reni Wassulmaier, um cineasta transexual alemão icônico em Vice City, que lhe ajuda a obter diversos contatos com traficantes locais. Trabalhando para Reni, Vic conhece o músico Phil Collins; Phil precisa de ajuda para um concerto na cidade, pois seu empresário deve dinheiro a família Forelli, da máfia de Liberty City.
Lance associa-se a Ricardo Diaz, outro grande traficante da região e rival dos irmãos Mendez. Ao descobrir que o irmão estava consumindo as drogas com Louise, Victor fica furioso, causando uma intriga dentro do trio. Martinez contrata uma gangue para sequestrar Louise e eliminar Lance, mas ambos são salvos por Vic. Em uma reunião urgente, Armando exige que os irmãos Vance deixem a cidade e entreguem seus negócios; a dupla se recusa é nocauteada. Ao acordarem numa refinaria, um tiroteio se inicia, mas a dupla escapa dos homens de Mendez pouco antes do local explodir; Diaz e Gonzales (outro contato de Reni, representante do Coronel Juan Cortez) tornam-se seus únicos associados de confiança.
Louise é novamente sequestrada, dessa vez pelos irmãos Mendez; Lance se recusa a salva-la, mas muda de ideia ao ser ameaçado por Victor. Quando Lance e Victor saem do apartamento, dois capangas dos Mendez estão esperando os irmãos. Um dos capangas (armado com um Lança-Foguetes) diz que possui dois avisos: se a dupla sair de Vice City, Louise será libertada, quanto ao segundo aviso, o capanga explode o carro de Lance, deixando o mesmo com raiva. Lance sobe em uma moto e corre atrás dos homens de Mendez, forçando Victor a ir atrás de Lance e defende-lo. A dupla invade a propriedade dos Mendez, mas é encurralada numa armadilha. Após matar Armando (que está armado com um maçarico), Louise é encontrada gravemente ferida no salão junta de Lance; ela pede que Victor garanta o bem-estar de sua filha Mary-Beth, e em seguida, morre em seus braços, deixando Vic devastado e furioso, com Lance se levantando e tentando acalmar o irmão. Ao procurar Diaz, é informado que Diego Mendez está escondido no centro financeiro, em um arranha-céu fortemente protegido, e que a melhor forma de ataca-lo é pelo alto. Victor procura Phil Cassidy, que mesmo deprimido com a morte da irmã Louise, aceita em ajudá-lo a se vingar de Martinez; Vic invade o Forte Baxter enquanto Phil cria uma distração, e foge do local com um helicóptero de ataque Hunter.
Munido com o helicóptero, Victor parte da mansão Diaz rumo a torre dos Mendez; Vic destrói os andares mais altos, mas é atingido por um lança foguete, forçando-o a pousar no topo do edifício. Vic não encontra qualquer sinal de Diego, mas é rendido por Martinez, que ironiza Victor por se envolver com um negócio tão sujo; Diego, ao descobrir que estava sendo manipulado, entra em cena e se volta contra Martinez, criando um impasse. Ao final do tiroteio, Diego e Jerry terminam mortos, e Victor obtém sua vingança. Lance chega de helicóptero para ajudar o irmão, conta-lhe que há outro grande lote que pode lhes render uma fortuna, mas Vic ordena que abandone tudo; ambos concordam em sair do tráfico e deixam o edifício, com os corpos de Diego e Martinez para trás.

## Desenvolvimento
A Take-Two Interactive anunciou originalmente que o título seria lançado na América do Norte em 17 de outubro de 2006 e na Europa em 20 de outubro de 2006, mas um anúncio no início de setembro declarou que o lançamento do jogo na América do Norte havia sido adiado até 31 de outubro. Foi anunciado que o jogo seria lançado em 10 de novembro de 2006 na Austrália.

### Porte para PlayStation 2
Em 7 de fevereiro de 2007, a Rockstar Games anunciou planos para um porte para PlayStation 2, lançada em 6 de março. Foi confirmado pela Rockstar Games que a versão do jogo para PlayStation 2 seria um porte quase direto. O porte tem melhorias como gráficos aprimorados (incluindo a adição de efeitos de bloom, habilitados por meio de uma opção "trails"), distância de desenho e desempenho conforme o esperado, e inclui algumas novas atividades secundárias que não estavam na versão para PSP.
A versão PS2 de Vice City Stories foi anunciada como um lançamento digital para o PlayStation 3 em 2012, como um título PlayStation 2 Classics,  e foi lançado em abril de 2013 pela PlayStation Network.

## Jogabilidade
Grand Theft Auto: Vice City Stories é um jogo de ação e aventura em um ambiente de mundo aberto e jogado em uma perspectiva de terceira pessoa, estruturado de forma semelhante à outros lançamentos da série Grand Theft Auto. A jogabilidade principal consiste em elementos de um jogo de tiro em terceira pessoa e um jogo de direção, proporcionando ao jogador um grande ambiente para se movimentar. A pé, o personagem do jogador é capaz de andar, correr, nadar, pular, bem como usar armas e combate corpo a corpo básico; novas armas foram adicionadas para o uso do jogador, como a Skorpion vz. 61 e a metralhadora M249 (minas terrestres estavam planejadas, mas foram descartadas e só podem ser acessadas com um trainer). O jogador pode dirigir uma variedade de veículos, incluindo automóveis, barcos, aviões, helicópteros, jet-skis e motocicletas.
O ambiente aberto e não linear permite que o jogador explore e escolha como deseja jogar o jogo. Embora as missões de enredo sejam necessárias para progredir no jogo e desbloquear certas áreas e conteúdo, elas não são obrigatórias, pois o jogador pode completá-las em seu próprio lazer. Quando não estiver assumindo uma missão de enredo, o jogador pode vagar livremente pelo mundo do jogo. O jogador pode participar de uma variedade de missões secundárias opcionais. As missões secundárias tradicionais dos jogos anteriores estão incluídas, mas foram moderadamente atualizadas e aprimoradas em comparação aos títulos anteriores. Uma adição ao jogo é "Beach Patrol", em que o personagem do jogador Victor deve lidar com motociclistas na praia de buggy (batendo ou atirando para derrubá-los de suas bicicletas) ou agindo como salva-vidas para nadadores que estão se afogando de barco ou levando um paramédico para ajudar pessoas feridas na praia.
O sistema de combate foi revisado em Vice City Stories. O mecanismo de mira foi ajustado para "mirar de forma inteligente". As maiores mudanças dizem respeito ao sistema de combate corpo a corpo, pois o jogador pode executar movimentos de agarrar e arremessar, e ficar em cima de inimigos caídos no chão. O jogador pode subornar policiais ou funcionários do hospital quando for "Wasted" (morto) ou "Busted" (preso) para diminuir seu nível de procurado e manter armas que normalmente seriam perdidas.
Um dos principais elementos de jogabilidade em Vice City Stories é a "construção de impérios". Novo na série Grand Theft Auto, ele pega emprestado algumas ideias dos sistemas de "propriedades" de Grand Theft Auto: Vice City e "guerras de gangues" de Grand Theft Auto: San Andreas. Para ganhar dinheiro, o jogador deve abrir e operar vários negócios em propriedades tomadas de gangues inimigas - que podem variar de esquemas de proteção e agiotagem, a bordéis de prostituição ou complexos de drogas, roubo e contrabando. Depois que um jogador elimina uma gangue de um negócio específico, ele fica disponível para compra. Existem vários tipos diferentes de negócios, e cada um vem em tamanhos diferentes, que podem ser alterados posteriormente para se adaptar às necessidades do jogador. Cada negócio vem com missões de lado únicas que, após a conclusão, recompensam o jogador com vários bônus, bem como uma renda maior para o referido negócio. Ocasionalmente, o jogador terá que defender seus próprios negócios de ataques ocasionais de gangues que procuram tomá-los de volta se caso o jogador adquirir muito ódio de determinada gangue ao tomar seus negócios. É possível que o jogador adquira todos os negócios na cidade, momento em que os ataques de gangues inimigas cessarão.
O sistema de pacotes ocultos (colecionáveis) dos jogos Grand Theft Auto anteriores retorna na forma de 99 balões vermelhos espalhados pela cidade. Esta é uma referência ao hit de 1984 de Nena, "99 Luftballons", que foi apresentado em uma das rádios de Grand Theft Auto: Vice City. As melhorias nos gráficos desde o lançamento de Grand Theft Auto: Liberty City Stories incluem novas animações, tempos de carregamento mais rápidos, uma distância maior, reduções na aglomeração de pedestres e veículos, explosões mais complexas e aumentos na densidade de detalhes, objetos, veículos e personagens não-jogáveis.
Assim como seu antecessor, a versão PSP de Vice City Stories apresenta um modo multijogador, para até 6 jogadores através do modo WiFi ad-hoc (área local). O jogo apresenta 10 modos diferentes de jogo multijogador sem fio, que incorporam o uso de automóveis, aeronaves e veículos aquáticos. Vários modelos de pedestres e personagens do modo single-player estão disponíveis como personagens do jogador. Esses modos de multijogador estão ausentes na versão de PS2. Como a versão para PlayStation 2 lançada um ano depois não dispunha de modo multijogador, novos elementos foram adicionados a esta versão para compensar, como missões secundárias, armas e veículos exclusivos.

### Mudanças no cenário
A cidade de Vice City apresenta algumas modificações em seu cenário em relação ao jogo Grand Theft Auto: Vice City, ambientado em 1986. Alguns prédios são diferentes ou ainda estão em construção. Alguns locais novos inclui um parque de diversões em Vice Point com uma enorme roda gigante, um parque de trailers e uma pequena loja de automóveis que em 1986, torna-se um showroom de propriedade do jogador, Tommy Vercetti, bem como um terminal VIP no aeroporto da cidade. O jogo também conta com algumas rádios diferentes com novas músicas, DJs e propagandas.

## Recepção
Grand Theft Auto: Vice City Stories foi aclamado pelo público, com avaliações positivas dos críticos de games, atingindo uma pontuação média de 80 por 100 no site Metacritic. Em 26 de março de 2008, foram vendidas 4,5 milhões de cópias no mundo todo de acordo com a Take-Two Interactive. A versão do jogo para PlayStation 2 foi criticada por ter a mesma codificação da versão PSP, corrigir poucos problemas e remover algumas coisas, mas foi elogiada por uma iluminação melhor. O site UOL Jogos opinou: "Todos [os personagens] foram concebidos com forte personalidade [...] Pena que Vic fique apenas marcado pelo seu tipo corpulento, sem muita lógica em seu consciente". Na Eurogamer Portugal, Jorge Soares afirmou que "[As missões] são divertidas quanto baste e vão-vos agarrar até chegarem a uma, que por alguma razão parece impossível de passar". Eliot Fish, da revista australiana Hyper, elogiou o jogo por usar "o estilo esmaltado dos anos 80 [e ter a] história bem integrada as missões".

### Premiações
- Prêmio de vendas com selo "Platinum" da Entertainment and Leisure Software Publishers Association (ELSPA), ao obter a marca de 300.000 cópias vendidas no Reino Unido.[18]
- Prêmio IGN de "Melhor trilha sonora licenciada" para PlayStation Portable em 2006.[19]
- Prêmio de "Melhor jogo portátil" no Golden Joystick Awards de 2007.[20]